# Eurema ada
Eurema ada es una especie de mariposa, de la familia de las piérides, que fue descrita originalmente con el nombre de Terias ada, por Distant & Pryer, en 1887, a partir de ejemplares procedentes de Kalimantan.

## Distribución
Eurema ada está distribuida entre las regiones Indo-Malasia, Paleártica y ha sido reportada en 7 países.